# Хорнбик (Тенеси)
Хорнбик (енгл. Hornbeak) град је у америчкој савезној држави Тенеси.

## Демографија
По попису из 2010. године број становника је 424, што је 11 (-2,5%) становника мање него 2000. године.
| Група             | 2000.       | 2010.       |
| Белци             | 432 (99,3%) | 419 (98,8%) |
| Афроамериканци    | 1 (0,2%)    | 0 (0,0%)    |
| Азијати           | 0 (0,0%)    | 0 (0,0%)    |
| Хиспаноамериканци | 0 (0,0%)    | 0 (0,0%)    |
| Укупно            | 435         | 424         |